# Bröderna Mozart
Bröderna Mozart är en svensk komedifilm från 1986 i regi av Suzanne Osten. Filmen blev guldbaggebelönad 1987.

## Handling
Regissören Walter skall på Kungliga Operan sätta upp en egen version av Mozarts Don Giovanni. Hans version börjar exempelvis inte med Don Giovannis mord på guvernören. Istället dödar guvernören Don Giovanni. I filmen åskådliggörs därefter regissörens vedermödor med en motsträvig ensemble.

## Rollista i urval
Nedanstående namn är noterade enligt Svensk Filmdatabas, inklusive stavningen av Don Giovanni som don Juan 
- Etienne Glaser – Walter, regissör
- Philip Zandén – Flemming, repetitör
- Henry Bronett – Fritz, scenograf
- Loa Falkman – Eskil / "don Juan"
- Agneta Ekmanner – Marianne / "donna Elvira"
- Lena T. Hansson – Ia / "donna Anna"
- Helge Skoog – Olof / "don Ottavio"
- Grith Fjeldemose – Therés / "Zerlina"
- Rune Zetterström – Lennart / "Leporello"
- Niklas Ek – Georg / "guvernören", "donna Annas" far
- Krister St. Hill – Ulf / "Mazetto" [5]

## Om filmen
Bröderna Mozart har blivit hågkommen genom sin koppling till statsminister Olof Palme; det var just denna film han såg på biografen Grand i Stockholm strax före mordet.

## Utmärkelser
Filmen vann 1987 en Guldbagge för Bästa regi. Filmen guldbaggenominerades även för Bästa film och Etienne Glaser nominerades till Bästa skådespelare.

## DVD
Filmen gavs ut på DVD 2003 och 2015.

## Teater
Våren 2024 satte Folkteatern i Göteborg upp Bröderna Mozart. Scenbearbetningen gjordes av Christian Hallberg och Magnus Lindman. Regissör var Frida Röhl. Medverkande i uppsättningen var bland andra Magnus Krepper som Walter, Kjell Wilhelmsen som en av operasångarna och Andrea Edwards som Mozart. I scenföreställningen märktes en del förändringar av språk och samhällsföreteelser. Några glimtar tillbaka till 1980-talet hade också lagts till.